# 福尔梅洛

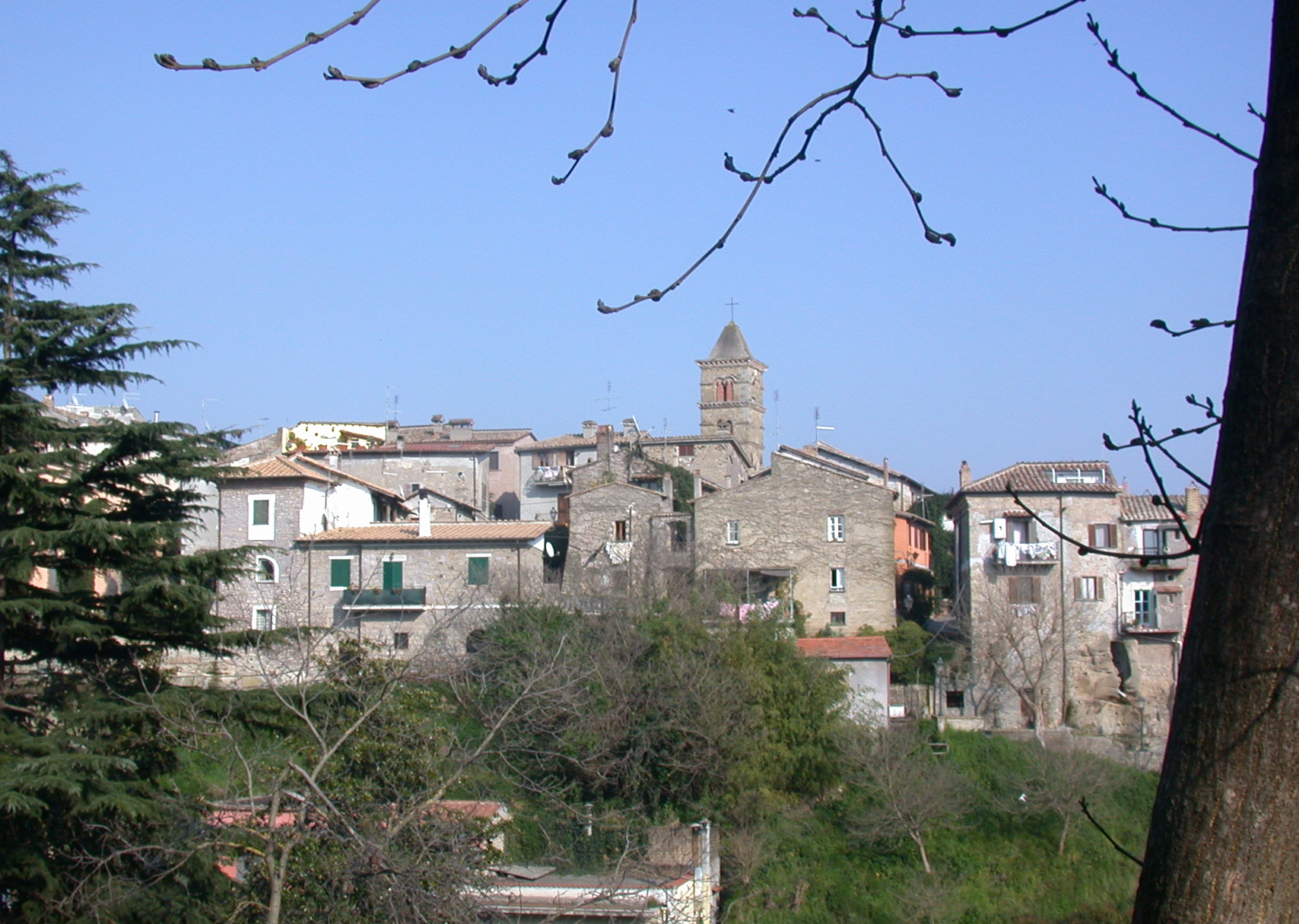
全景图

福尔梅洛（義大利語：Formello）是意大利拉齐奥大区罗马首都广域市的一个市镇，面积31平方公里，人口10,871人（2004年）。